# Eltaninactis psammophora
Eltaninactis psammophora is een zeeanemonensoort uit de familie van de Isanthidae. De wetenschappelijke naam van de soort is voor het eerst geldig gepubliceerd in 2001 door Sanamyan.